# Acaulimalva dryadifolia
Acaulimalva dryadifolia là một loài thực vật có hoa trong họ Cẩm quỳ. Loài này được (Solms) Krapov. mô tả khoa học đầu tiên năm 1974.